# Khu vực một của nền kinh tế
Khu vực thứ nhất của nền kinh tế hay khu vực/lĩnh vực sản xuất sơ khai là một bộ phận của nền kinh tế, bao gồm các hoạt động biến đổi tài nguyên thiên nhiên thành sản phẩm sơ khai. Những sản phẩm này là nguyên liệu cho các ngành kinh tế khác. Các hoạt động kinh tế chủ yếu của lĩnh vực này gồm nông nghiệp, ngư nghiệp, lâm nghiệp, khai mỏ, khai khoáng và khai thác đá.
Các ngành công nghiệp chế tạo mà quá trình sản xuất gắn chặt với nguyên liệu thô như thu gom, bao gói, làm sạch, xử lý ban đầu và đặc biệt là các nguyên liệu này còn ở dạng thô sơ, chưa sử dụng được hoặc khó chuyên chở đi xa được coi thuộc về khu vực sản xuất sơ khai.
Khu vực sản xuất sơ khai chiếm phần quan trọng trong nền kinh tế các nước đang phát triển, ví dụ ngành chăn nuôi phổ biển ở Châu Phi nhưng chiếm tỷ lệ nhỏ ở Nhật Bản.
Tại các nước phát triển, lĩnh vực sản xuất sơ khai phát triển theo chiều sâu (nâng cao năng suất và chất lượng sản phẩm), áp dụng khoa học kỹ thuật và công nghệ. Ví dụ, quá trình cấy hái và trồng tỉa được cơ giới hóa. Ở Hoa Kỳ, các máy gặt đập liên hợp được sử dụng để thu hoạch ngũ cốc, máy bay được dùng để rải thuốc trừ sâu, thuốc diệt cỏ... tất cả chứng minh rằng khi nền kinh tế càng phát triển thì tư bản càng được đầu tư nhiều hơn để phát triển, mở rộng lĩnh vực sản xuất sơ khai. Những tiến bộ công nghệ và đầu tư cho phép khu vực sản xuất này sử dụng ít lực lượng lao động hơn, và vì thế, ở các nước phát triển, lực lượng lao động trong khụ vực thứ hai của nền kinh tế và khu vực dịch vụ chiếm tỷ lệ cao hơn so với khu vực thứ nhất.
Thêm vào đó, các nước phát triển có khả năng duy trì và phát triển hơn nữa những ngành kinh tế thuộc lĩnh vực sơ khai nhờ có nguồn của cải dồi dào. Ví dụ, Liên minh châu Âu sử dụng trợ cấp nông nghiệp để tạo ra vùng đệm, ngăn cản biến động tỷ lệ lạm phát và biến động giá cả sản phẩm nông nghiệp. Bằng cách này, họ có thể xuất khẩu sản phẩm nông nghiệp với giá rẻ bất thường, dành lợi thế cạnh tranh trước các nước nghèo và chậm phát triển ở chính thị trường nước họ.

## Danh sách các quốc gia theo sản lượng nông nghiệp
| (01) Trung Quốc                                                                         | 1,088 |
| (02) Ấn Độ                                                                              | 413   |
| (—) Liên minh châu Âu                                                                   | 333   |
| (03) Hoa Kỳ                                                                             | 290   |
| (04) Indonesia                                                                          | 127   |
| (05) Brasil                                                                             | 110   |
| (06) Nigeria                                                                            | 106   |
| (07) Pakistan                                                                           | 63    |
| (08) Thổ Nhĩ Kỳ                                                                         | 62    |
| (09) Argentina                                                                          | 59    |
| (10) Nhật Bản                                                                           | 51    |
| (11) Ai Cập                                                                             | 47    |
| (12) Thái Lan                                                                           | 47    |
| (13) Nga                                                                                | 47    |
| (14) Úc                                                                                 | 46    |
| (15) México                                                                             | 43    |
| (16) Pháp                                                                               | 42    |
| (17) Ý                                                                                  | 41    |
| (18) Tây Ban Nha                                                                        | 39    |
| (19) Việt Nam                                                                           | 37    |
| (20) Iran                                                                               | 36    |
| 20 quốc gia có sản lượng nông nghiệp lớn nhất năm 2015, theo IMF và CIA World Factbook. |       |